# Modern Way
Modern Way is een single van de Engelse indie rock band Kaiser Chiefs. De single kwam uit op 7 november 2005 via het B-Unique label. Het nummer kwam binnen op #11 in de Engelse hitlijsten.
De Engelse band The Cribs hebben het nummer gecoverd en gebruikt als B-kant voor hun single van "Mirror Kissers". In 2006 werd het nummer gebruikt door Buena Vista Social Club voor Rhythms del Mundo.

## Nummers
Alle muziek en teksten zijn geschreven door Kaiser Chiefs. 
| Nr. | Titel      | Duur |
| --- | ---------- | ---- |
| 1.  | Modern Way |      |
| 2.  | Run Again  |      |

| Nr. | Titel             | Duur |
| --- | ----------------- | ---- |
| 1.  | Modern Way        |      |
| 2.  | People Need Light |      |

| Nr. | Titel                | Duur |
| --- | -------------------- | ---- |
| 1.  | Modern Way           |      |
| 2.  | Moon                 |      |
| 3.  | It Ain't Easy (Demo) |      |
| 4.  | Modern Way (Video)   |      |

## Single Top 100
| "Modern Way" in de Nederlandse Single Top 100 - binnen: 04-03-2006 | "Modern Way" in de Nederlandse Single Top 100 - binnen: 04-03-2006 | "Modern Way" in de Nederlandse Single Top 100 - binnen: 04-03-2006 | "Modern Way" in de Nederlandse Single Top 100 - binnen: 04-03-2006 | "Modern Way" in de Nederlandse Single Top 100 - binnen: 04-03-2006 | "Modern Way" in de Nederlandse Single Top 100 - binnen: 04-03-2006 | "Modern Way" in de Nederlandse Single Top 100 - binnen: 04-03-2006 | "Modern Way" in de Nederlandse Single Top 100 - binnen: 04-03-2006 | "Modern Way" in de Nederlandse Single Top 100 - binnen: 04-03-2006 | "Modern Way" in de Nederlandse Single Top 100 - binnen: 04-03-2006 |
| Week                                                               | 1                                                                  | 2                                                                  | 3                                                                  | 4                                                                  | 5                                                                  | 6                                                                  | 7                                                                  | 8                                                                  | 9                                                                  |
| ------------------------------------------------------------------ | ------------------------------------------------------------------ | ------------------------------------------------------------------ | ------------------------------------------------------------------ | ------------------------------------------------------------------ | ------------------------------------------------------------------ | ------------------------------------------------------------------ | ------------------------------------------------------------------ | ------------------------------------------------------------------ | ------------------------------------------------------------------ |
| Nummer                                                             | 100                                                                | 89                                                                 | 90                                                                 | 89                                                                 | 89                                                                 | 91                                                                 | 95                                                                 | 98                                                                 | 99                                                                 |